# Митюшин, Владимир Георгиевич
Владимир Георгиевич Митюшин (9 июня 1909 — 26 мая 1984) — советский военный деятель, генерал-майор, участник Великой Отечественной войны.

## Биография
Владимир Георгиевич Митюшин родился 9 июня 1909 года в городе Москве. Работал кузнецом на машиностроительном вагонном заводе в Мытищах. В августе 1926 года был призван на службу в Рабоче-Крестьянскую Красную Армию. В 1930 году окончил Московскую артиллерийскую школу имени Л. Б. Красина, после чего служил на командных должностях в различных артиллерийских частях. В 1938 году окончил Военную артиллерийскую академию имени Ф. Э. Дзержинского. С ноября 1938 года был старшим помощником начальника отделения, затем заместителем начальника отдела Управления боевой подготовки Главного управления начальника артиллерии Красной Армии. В этой должности встретил начало Великой Отечественной войны.
С августа 1941 года возглавлял 2-й отдел того же Управления. В той же должности участвовал в битве за Москву. С января 1942 года был начальником 3-го отдела Управления боевой подготовки. В октябре 1943 года стал командиром формирующейся 73-й зенитно-артиллерийской дивизии Резерва Главного Командования, а с февраля 1944 года командовал 36-й зенитно-артиллерийской дивизией Резерва Главного Командования. Участвовал в освобождении Псковщины, Прибалтики, разгроме Курляндской группировки вермахта. В общей сложности расчёты его дивизии сбили 74 немецких самолёта, нанесли противнику большие потери в живой силе и технике.
После окончания войны продолжал службу в Советской Армии. С июня 1951 года являлся начальником командного факультета Военной артиллерийской академии имени Ф. Э. Дзержинского. В ноябре 1953 года возглавил факультет зенитной артиллерии Военной артиллерийской командной академии. С сентября 1955 года был генерал-инспектором по вопросам ПВО при помощнике Министра обороны СССР по вузам. В сентябре 1967 года назначен генерал-инспектором Инспекции высших военно-учебных заведений Войск ПВО страны. В июне 1968 года вышел в отставку в звании генерал-майора артиллерии. Проживал в Москве. Умер 26 мая 1984 года.

## Награды
- Орден Ленина (19 ноября 1951 года);
- 3 ордена Красного Знамени (9 июня 1945 года, 30 апреля 1947 года, 30 декабря 1956 года);
- Орден Отечественной войны 1-й степени (5 августа 1944 года);
- Орден Отечественной войны 2-й степени (29 марта 1944 года);
- 2 ордена Красной Звезды (8 октября 1942 года, 3 ноября 1944 года);
- Медаль «За оборону Москвы» и другие медали.